# Classe Zoulou
Le Projet 611 de la Marine soviétique (Code OTAN : Classe Zoulou) est une classe de sous-marins d'attaque d'après-guerre, dont la conception a été influencée  par le modèle allemand Unterseeboot type XXI de la Seconde Guerre mondiale.
Vingt-six ont été construits entre la période de 1952 à 1957.
Six ont été reconvertis à partir de 1955 pour devenir leurs premiers sous-marins lanceurs d'engins armés du Scud R-11FM. Le premier tir de missile balistique depuis un sous-marin, lancé depuis la surface, a lieu le 16 septembre 1955,,.
Ils ont été la base de la future classe Foxtrot, qui les a remplacé en raison de faiblesses structurelles dont souffraient la classe Zoulou.